# Heliconius chrysantis
Heliconius chrysantis är en fjärilsart som beskrevs av Frederick DuCane Godman och Osbert Salvin 1881. Heliconius chrysantis ingår i släktet Heliconius och familjen praktfjärilar. Inga underarter finns listade i Catalogue of Life.